# Norbert Schmidt
Norbert Schmidt (* 23. června 1975) je český architekt, redaktor a vedoucí Centra teologie a umění při KTF UK. Vystudoval Fakultu architektury na ČVUT v Praze a Katolickou teologickou fakultu Univerzity Karlovy. Vedle své práce architekta se zajímá dlouhodobě o problematiku vztahu architektury, umění a teologie a na toto téma publikuje články v odborných i populárních časopisech. Je redaktorem odborného časopisu Salve, revue pro teologii, duchovní život a kulturu.

## Život
V letech 2001 – 2009 spolupracoval s architektonickým ateliérem prof. Ladislava Lábuse, kde byl spoluautorem projektu rekonstrukce Paličkovy vily z roku 2003 nebo projektu Hanspaulka Nové vily. Od roku 2009 je vedoucím Centra teologie a umění při Katolické teologické fakultě UK v Praze a pracuje v AP ateliéru Josefa Pleskota, kde se podílel např. na obnově pražského dominikánského kláštera u sv. Jiljí, na rekonstrukci kostela sv. Rodiny v Českých Budějovicích a rodinných domech v Litomyšli a Svitavách. Norbert Schmidt působí též jako kurátor uměleckých intervencí v kostele Nejsv. Salvátora u Karlova mostu. Podílí se také na pořádání přednášek a debat s osobnostmi ze světa umění, architektury a teologie.
Publikuje články a studie v odborných i populárních časopisech (ERA 21, Reflex, Salve, Stavba, Teologie & Společnost a dalších). V roce 2009 vydal společně s Alešem Filipem knihu Dům Boží a brána nebe ve 20. století. Studie o sakrální architektuře v nakladatelství CDK (Centrum pro studium demokracie a kultury). V roce 2017 vyšla jeho kniha Přímluva za současnost. Umění v sakrálním prostoru v nakladatelství Triáda.

## Dílo

### architektura
- 2003 Dům s pečovatelskou službou v Radomyšli (společně s Petrem Uhlíkem)
- 2005 rekonstrukce krypty kostela Nejsvětějšího Salvátora v Praze
- 2009 úprava presbytáře tamtéž (na podnět Friedhelma Mennekese)
- 2013 úprava liturgického prostoru klášterního kostela ve Slaném (společně s Helenou Kohlovou)
- 2015 návrh hrobu a ostatkové schrány pro P. Josefa Toufara, Číhošť Archivováno 3. 5. 2021 na Wayback Machine.
- 2016 nový kříž pro věž kostela sv. Jakuba v Kutné Hoře

### výstavy, prostorové intervence
- 2012 Postní plátno, kostel Nejsvětějšího Salvátora v Praze
- 2014 Überraum, Galerie Na shledanou, Volyně
- 2014 Bílá hora 2014, umělecká intervence nad hrobem padlých v bitvě 8. listopadu 1620, poutní areál Panny Marie Vítězné na Bílé hoře, 7. září – 8. listopadu 2014 (společně s Patrikem Háblem a Michalem Ratajem)
- 2017 Bělohorské postní plátno, Studentský kostel Sv. Rodiny v Českých Budějovicích (společně s Patrikem Háblem a Michalem Ratajem)
- 2017 Instalace gotického fragmentu Krista v Getsemanech, kostel Nejsvětějšího Salvátora v Praze

### spolupráce v ateliéru Ladislava Lábuse (výběr)
- 2003 rekonstrukce Paličkovy vily, osada Baba, Praha
- 2005 rekonstrukce administrativní budovy firmy Milos, Roudnice nad Labem
- 2006 rodinný dům v Řevnicích
- 2009 Hanspaulka Nové vily, Praha

### spolupráce v AP ateliéru Josefa Pleskota (výběr)
- 2012 Rodinný dům B. v Litomyšli
- 2012 Knihkupectví Oliva
- 2014 Stanislav Podhrázský - Neklidná krása
- 2014 Obnova kostela Sv. Rodiny v Českých Budějovicích
- 2015 Foyer barokního refektáře dominikánského kláštera u sv. Jiljí v Praze
- 2015 Kaple Parlamentu České republiky
- 2016 Rodinný dům Svitavy
- 2018 Oltář v kostele Nejsvětějšího srdce Páně, Praha, Oltář realizoval sochař Petr Váňa. Posvěcen byl 24. listopadu 2018.[3] Oltář byl zaplacen díky sbírce mezi farníky. Oba architekti provedli návrh oltáře bez nároku na honorář.[4]

### kurátorování výstav, uměleckých intervencí (výběr)
- 2009 Václav Cigler: Studánky. kostel Nejsv. Salvátora u Karlova mostu, (společně s Klárou Jirsovou)
- 2009 Václav Sokol: Betlém. kostel Nejsv. Salvátora u Karlova mostu
- 2010 Adriena Šimotová: Prostrace, kostel Nejsv. Salvátora u Karlova mostu, (společně s Klárou Jirsovou)
- 2010 Jindřich Zeithamml: Duha, kostel Nejsv. Salvátora u Karlova mostu, (společně s Klárou Jirsovou)
- 2011 Stanislav Kolíbal: Postní obraz v kostele Nejsv. Salvátora, (společně s Petrem Tejem)
- 2012 Choi Jeonghwa: Beautiful! Beautiful Life. kostel Nejsv. Salvátora u Karlova mostu, (společně s J. W. Stella)
- 2012 Hong Soun: My Dream / My Avatar. Dominikánská 8 u Sv. Jiljí v Praze, (společně s J. W. Stella)
- 2012 Kim Byoungho: Collected Silences. Casa Sancta – Kostel Nejsv. Trojice ve Slaném, (společně s J. W. Stella)
- 2012 Choi Jeonghwa: The Breathing Flower / Red Lotus. Benediktinské arciopatství v Břevnově, (společně s J. W. Stella)
- 2013 Patrik Hábl: Postní obrazy pro Nejsv. Salvátora. kostel Nejsv. Salvátora u Karlova mostu, (společně s Petrem Tejem)
- 2013 Tváře Krista 20. století. kaple sv. Zdislavy v kostele kláštera dominikánů u Sv. Jiljí, (společně s Mariusem Winzelerem)
- 2013 Patrik Hábl: Vytržené obrazy. Národní galerie, klášter sv. Anežky České, (společně s Janem Klípou)
- 2013 Vladimír Burian: Světlo pro Advent, kostel Nejsv. Salvátora u Karlova mostu
- 2014 Jaromír Novotný: Introdukce, kostel Nejsv. Salvátora u Karlova mostu
- 2014 RAČTE VSTOUPIT do světa Matěje Formana a jeho přátel, kostel Nejsv. Salvátora u Karlova mostu, (společně s Petrem Neubertem)
- 2015 Michal Škoda, kostel Nejsv. Salvátora u Karlova mostu
- 2015 Pavel Mrkus: KINESIS, kostel Nejsv. Salvátora u Karlova mostu
- 2016 Christian Helwing: FREE VISIT, kostel Nejsv. Salvátora u Karlova mostu
- 2016 Tvář. Příběh ztracení a touha znovunalézání. Kostel Nalezení sv. Kříže. Litomyšl. (autor: Josef Pleskot, kurátoři: Jan Royt a Norbert Schmidt)

### editorská činnost (výběr)
- 2004 sakrální architektura – Salve 4/04. Krystal OP, Praha 2004. (ed.: Norbert Schmidt)
- 2007 teologie (a) umění – Salve 1/07. Krystal OP, Praha 2007. (ed.: Norbert Schmidt)
- 2008 Salvatoria: Almanach k 60. narozeninám Tomáše Halíka. Česká křesťanská akademie, Praha 2008. (eds: Filip Horáček a Norbert Schmidt)
- 2008 hudba a liturgie – Salve 2/08. Krystal OP, Praha 2008. (eds: Klára Jirsová a Norbert Schmidt)
- 2008 In Spiritu Veritatis. Almanach k 65. narozeninám Dominika Duky OP. Praha, Krystal OP, Praha 2008. (eds: Martin Bedřich, Benedikt Mohelník OP, Tomáš Petráček a Norbert Schmidt)
- 2009 Romano Guardini: O podstatě uměleckého díla. Nakladatelství Triáda / CTU, Praha 2009 (ediční spolupráce Norbert Schmidt)
- 2009 Dům Boží a Brána nebe ve 20. století. Studie o sakrální architektuře. CDK 2009. (eds: Aleš Filip a Norbert Schmidt)
- 2011 Kolumba – Salve 2/11. Krystal OP, Praha 2011. (ed.: Norbert Schmidt)
- 2011 Kolumba – Ein deutsches Sonderheft der tschechischen Fachzeitschrift Salve. Krystal OP, Praha 2011. (ed.: Norbert Schmidt)
- 2012 prostor liturgie – Salve 2/12. Krystal OP, Praha 2012. (ed.: Norbert Schmidt)
- 2012 Josef Pleskot: Na cestě. Trojhalí Karolina 2012. (ed.: Norbert Schmidt)
- 2013 světlo – Salve 3/13. Krystal OP, Praha 2013. (eds: Norbert Schmidt a Oldřich Selucký)
- 2013 Postsäkular. Zum Beispiel: Tschechien. Kunst und Kirche 1/2013. Springer Wien New York. (eds: Alois Kölbl a Norbert Schmidt)
- 2013 Friedhelm Mennekes: Nadšení a pochybnost. 1/ Nové umění ve starém kostele. Nakladatelství Triáda / CTU, Praha 2013. (uspořádal a předmluvu napsal Norbert Schmidt)
- 2014 Kolumba – a special edition in English published by the scholarly Czech magazine Salve. Krystal OP, Praha 2014. (ed.: Norbert Schmidt)
- 2014 hudba a liturgie II. – Salve 2/14. Krystal OP, Praha 2014. (eds: Klára Jirsová a Norbert Schmidt)
- 2015 Kaple Poslanecké sněmovny Parlamentu ČR. PČR 2016. (ed.: Norbert Schmidt)
- 2016 Tvář. Příběh ztracení a touha znovunalézání. Arbor Vitea - Město Litomyšl 2016. (ed.: Norbert Schmidt)
- 2016 Kristus v Getsemanech. Nově objevený gotický reliéf v kostele Nejsv. Salvátora. Krystal OP - Arbor Vitae, Praha 2017 (ed.: Norbert Schmidt)

### knihy
- 2016 Norbert Schmidt: Přímluva za současnost. Umění v sakrálním prostoru. Nakladatelství Triáda 2016.

### rozhovory (výběr)
- 2013 Nechci ustrnout v muzeálním tichu. Rozhovor vedl Martin Vaněk. Bulletin Moravské galerie v Brně 2013, s. 74-83.
- 2014 Bourání s architektem Norbertem Schmidtem. Rozhovor vedla Karolína Jirkalová. Radio Wave, 5. května 2014.
- 2016 Jak to vidí… Host: Norbert Schmidt. Moderuje sestra Angelika. Český rozhlas Dvojka, 21. února 2016.